# 上布拉捷齊
50°1′49″N 32°54′1″E / 50.03028°N 32.90028°E
上布拉捷齊（烏克蘭語：Вищий Булатець），是烏克蘭的村落，位於該國中部波爾塔瓦州，由盧布尼區負責管轄，距離下布拉捷齊1.5公里，海拔高度159米，2001年該村落人口1,144。